# Oliarus mediafricana
Oliarus mediafricana är en insektsart som beskrevs av Van Stalle 1987. Oliarus mediafricana ingår i släktet Oliarus och familjen kilstritar. Inga underarter finns listade i Catalogue of Life.